# Armodorum sulingi
Armodorum sulingi är en orkidéart som först beskrevs av Carl Ludwig von Blume, och fick sitt nu gällande namn av Rudolf Schlechter. Armodorum sulingi ingår i släktet Armodorum och familjen orkidéer. Inga underarter finns listade i Catalogue of Life.

## Bildgalleri

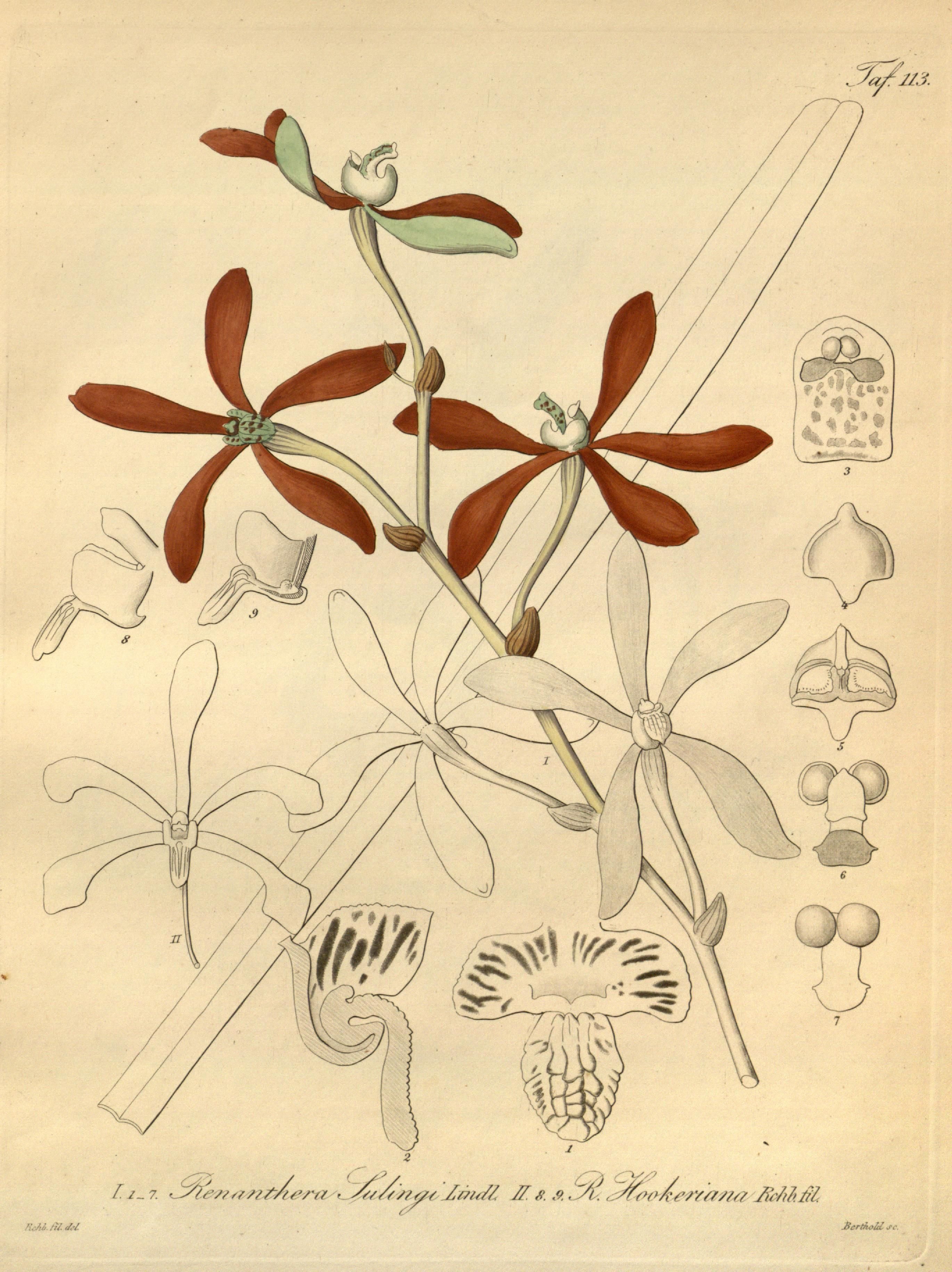